# Superstudent
Superstudent er en betegnelse der påhæftes studerende der opnår et meget højt gennemsnit ved Studentereksamen. Ofte defineres en "superstudent" som en student, der har opnået et gennemsnit på over 12 efter 7-trins-skalaen, hvilket officielt svarer til over 10,6 efter den gamle 13-skala.
Historier om de såkaldte superstudenter dukker sædvanligvis op i danske medier hvert år ved eksamenstiden omkring juni.

## Beregning af gennemsnit
Efter ændringer i karakterskalaen er det højeste gennemsnit 12, men en bonusordning betyder at det er muligt at få ganget sin gennemsnitskarakter med en faktor større end én, hvis man har ekstra fag på højniveau. I 2009-19 var det yderligere muligt at få forhøjet sit gennemsnit, hvis man gik i gang med en videregående uddannelse inden for 2 år.
Med bonusordningen for tidlig studiestart kunne en student gange sit snit med 1,08, mens bonus A-ordningen betyder at studenter med ét ekstra A-niveaufag kan gange deres snit med 1,03 og 1,06 med to eller flere ekstra A-niveau fag.
Dette har betydet at flere superstudenter har opnået en samlet karakter på over 13, hvor det højeste mulige er 13,7 (12 × 1,08 × 1,06 = 13,7376 ~ 13,7). Efter at bonusordningen for tidlig studiestart er blevet afskaffet, er det højest mulige karaktergennemsnit 12,72 (= 12 × 1,06).

## Udvalgte "superstudenter"
I 2013 fik en student rapporteret et snit på 13,5 fra Niels Brock Elitegymnasium.
En student fra Borupgaard Gymnasium kunne i 2013 på baggrund af et karakterblad bestående udelukkende af 12-taller og 5 A-niveau fag opnå et snit på 13,3.
I 2014 fik eleven Nicklas Brendborg fra Aalborg Handelsgymnasium ene 12-taller og endte derfor med et gennemsnit på 13,35 medregnet bonus for ekstra A-niveau fag. I april 2015 udgav Nicklas Brendborg sammen med kammeraten Lars Horsbøl Sørensen (gennemsnit på 12,74) bogen Topstudent - Tips og Tricks til bedre karakterer, der blev solgt i over 1.000 eksemplarer indenfor 24 timer.
I 2016 kunne studenten, Jonas Koustrup Oddershede, fra HTX Thisted, EUC Nordvest med 6 A-niveau fag og derfor medregnet bonus fejre et gennemsnit på 13,5. I 2020 blev Yasmin El Youssef student fra Teknisk Gymnasium Lolland-Falster med et gennemsnit på 12,7 med 6 A-niveaufag og kun 12-taller på sit karakterblad.
I 2021 blev Raaman Bales superstudent på Espergærde Gymnasium med topkarakter i 31 ud af 31 mulige afsluttende karakterer og et samlet gennemsnit på 12,4.